# HMS Terror (1813)
HMS Terror  foi um navio de guerra do tipo veleiro que navegou para a Marinha Real do Reino Unido. O navio foi adaptado e transformado para servir como meio de transporte em expedições polares.

## História
O navio serviu na Guerra anglo-americana de 1812 contra o Estados Unidos sob o comando de John Sheridan (1778-1862). O HMS Terror participou do bombardeio a Stonington, Connecticut em 9 de agosto de 1814 e do Fort McHenry na Batalha de Baltimore  que aconteceu nos dias 13 e 14 de setembro de 1814. Em janeiro de 1815,  Terror participou da Batalha pelo Fort Peter e no consequente ataque a St. Marys no estado da Geórgia.
Após o final da guerra em 1828 o navio foi recomissionado para servir no Mediterrâneo sob o comando da David Hope. Em 18 de fevereiro de 1828, a embarcação encalhou em uma praia perto de Lisboa, Portugal pela ação de um furacão. O navio foi recuperado e retirado de serviço depois de reparos.

## Serviços no Ártico
Em 1836 o Terror foi reformado e aparelhado como um navio de exploração para serviços na Antártida. George Back (1796-1878) assumiu o comando do Terror e partiu para uma expedição em direção ao norte Baía de Hudson, com o objetivo de alcançar o povoado inuit de Repulse Bay. O objetivo não foi alcançado e o navio passou o inverno ao largo da Ilha Southampton preso num penhasco de gelo. Na primavera de 1837, o navio colidiu com um iceberg o que causou sérios danos à embarcação que quase naufragou, alcançando finalmente uma praia em Lough Swilly na costa da Irlanda.

## Expedição James Clark Ross (1840)

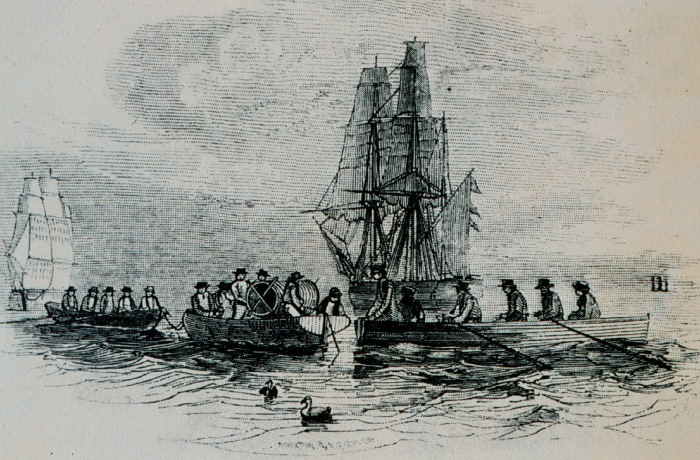
Tripulação do Terror e doErebus fazendo sondagens nas coordenadas 27.43 S e 17.48 W.

O Terror foi reformado e reaparelhado como navio de exploração para serviços na Antártida. Capitaneado por Francis Crozier (1796-1848), partiu rumo a Antártida tendo como companhia o navio veleiro HMS Erebus. Em janeiro de 1841, as tripulações dos dois navios desembarcaram na Terra de Vitória, região da Antártica limitada a leste pelo Mar de Ross e a oeste pela Terra de Wilkes, e passaram a descrever e nomear acidentes geográficos, entre os quais o Monte Érebo, uma homenagem ao navio, e Ilha de Ross em homenagem ao comandante geral da expedição James Clark Ross (1800-1862).
Esta expedição durou três temporadas, de 1840-1843, durante as quais Terror e Erebus fizeram três incursões em águas da Antártida, cruzando o Mar de Ross duas vezes e o Mar de Weddell localizado a sudeste das Ilhas Falkland. O Monte Terror, vulcão situado na Ilha de Ross, foi nomeado como uma homenagem ao HMS Terror.

## Expedição de John Franklin

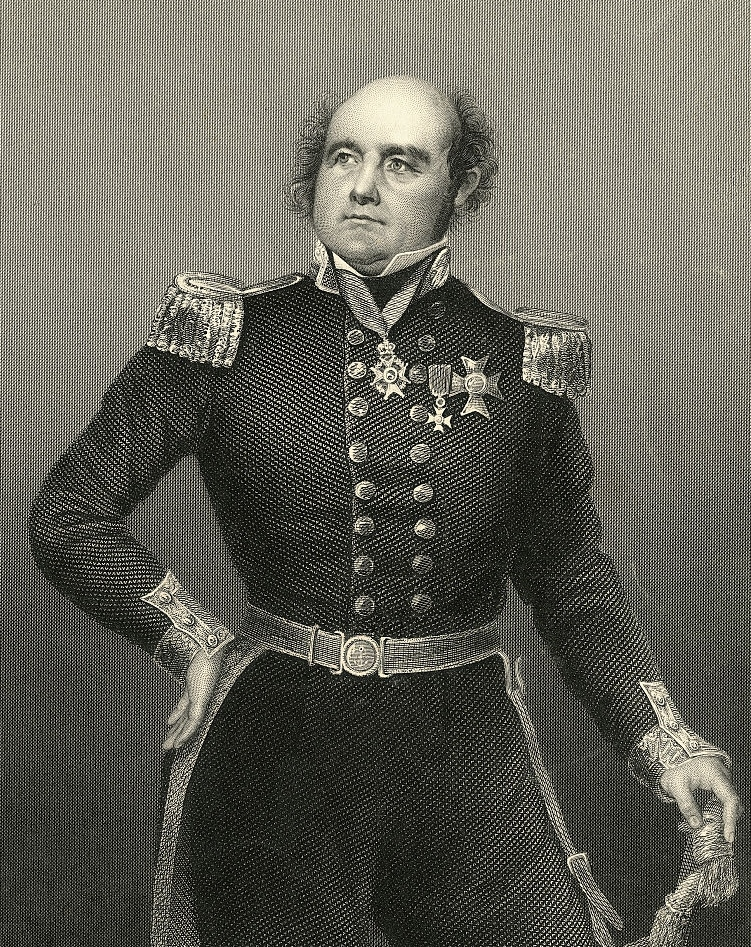
Sir John Franklin (1786–1847).

A viagem seguinte do HMS Terror, navegando ao lado novamente o HMS Erebus, partindo do rio Tâmisa, foi rumo ao Ártico. Sob o comando geral de Sir John Franklin, a expedição, que ficou conhecida como Expedição de John Franklin, tinha como objetivo a obtenção de dados magnéticos do Ártico canadense e a navegação pela Passagem do Noroeste.
O Terror e o Erebus estavam equipados nesta expedição com motores a vapor (convertido de motores de locomotivas), e tinham o casco reforçado com placas de ferro. Os navios foram vistos pela última vez entrando Baía de Baffin por pescadores de baleias em julho de 1845.

## Descobertas
Em 15 de agosto de 2008, a Parks Canada, uma agência do Governo do Canadá, anunciou uma pesquisa de seis semanas, ao custo de 75 mil dólares canadenses, e implantou o quebra-gelo CCGS Sir Wilfri Laurier para encontrar os dois navios. A pesquisa também foi criada para reforçar as reivindicações de soberania do Canadá sobre grandes porções do Ártico. Outras tentativas para localizar os navios foram realizadas em 2010, 2011 e 2012, sendo que todas não conseguiram localizar os restos dos navios.
Em 8 de setembro de 2014, foi anunciado que os destroços de um dos navios de Franklin foi encontrado no dia anterior através de um submarino operado remotamente e recentemente adquirido pela Parks Canada. Em 1 de outubro de 2014, o então primeiro-ministro canadense Stephen Harper anunciou que os restos eram do Erebus.
Em 12 de setembro de 2016, uma equipe da Fundação Arctic Research anunciou que um naufrágio que correspondia com a descrição do Terror havia sido localizado na costa sul da Ilha do Rei Guilherme no meio do Baía Terror, a uma profundidade 21-24 metros. Os restos dos navios foram designados um local histórico nacional do Canadá para preservar os destroços e evitar saques.